# Usina Nuclear de Bruce
Bruce B
A Usina Nuclear de Bruce é uma usina nuclear localizada na costa oriental do Lago Huron, em Ontário. Ela ocupa 932 hectares (9,3 km2) de terra. A instalação deriva seu nome do Condado de Bruce em que está localizado, no antigo Município de Bruce. Ela é a maior usina nuclear do mundo pelo número total de reatores, número atual de reatores operacionais, capacidade total instalada e pela produção total de energia (depois da desativação da Usina Nuclear de Kashiwazaki-Kariwa que tinha maior produção média de energia).
A central é o maior empregador em Bruce, com 3.800 trabalhadores.
Anteriormente conhecida como Desenvolvimento de Energia Nuclear Bruce (BNPD), a instalação foi construída em etapas, entre 1970 e 1987 pela provincial corporação da Coroa, Ontario Hydro. Em abril de 1999, Ontario Hydro foi dividida em 5 componentes que formaram novas empresas estatais, com a Ontario Power Generation (PGR) assumindo todas as estações geradoras de energia elétrica. Em junho de 2000, PGR entrou em um longo prazo de concessão de acordo com o setor privado para o consórcio Bruce Power assumir a operação. Em Maio de 2001, a Bruce Power começou a operar. A concessão tem um período de 18 anos, até 2019, com uma opção de estender mais 25 anos, para 2044.
Em novembro de 2009, o Canadian Nuclear Safety Commission (CNSC) renovou as licenças de operação da Bruce Power por 5 anos, até 2014, e deu permissão para reabastecer as unidades 1 e 2. Em Maio de 2014, o CNSC estendeu a licença para maio de 2015 e audiências públicas foram agendadas para o início de 2015, em Ottawa e Kincardine. Uma nova licença de operação foi concedida de 1 de junho de 2015 até 31 de Maio de 2020.

## Descrição
A Usina Nuclear de Bruce é uma usina nuclear localizada na costa oriental do Lago Huron nas comunidades de Inverhuron e Tiverton, Ontário, no Canadá. Ela ocupa um terreno de 932 hectares (9,3 km2). 
Seus oito reatores são organizados em duas unidades (A e B) com quatro reatores de por unidade. Cada reator fica dentro de uma contenção de concreto armado, conduzindo para oito geradores de vapor. Eles têm 12 m de altura e pesam 100 toneladas cada. Cada planta compartilha um conjunto de máquinas de reabastecimento, que viajam em um duto cortado através de rocha sólida sob os reatores, atravessando toda a usina. O duto funciona como parte do sistema de alívio de pressão, ligados ao edifício de vácuo. Cada reator tem o seu próprio conjunto de turbinas geradoras, com uma turbina de alta pressão e três turbinas de baixa pressão, conduzindo a um gerador. A sala das turbinas está a cerca de 400 m de cada reator e acondiciona as quatro turbinas do gerador. A água de arrefecimento é retirada do Lago Huron. Existe (originalmente), uma sala de controle para 4 reatores.

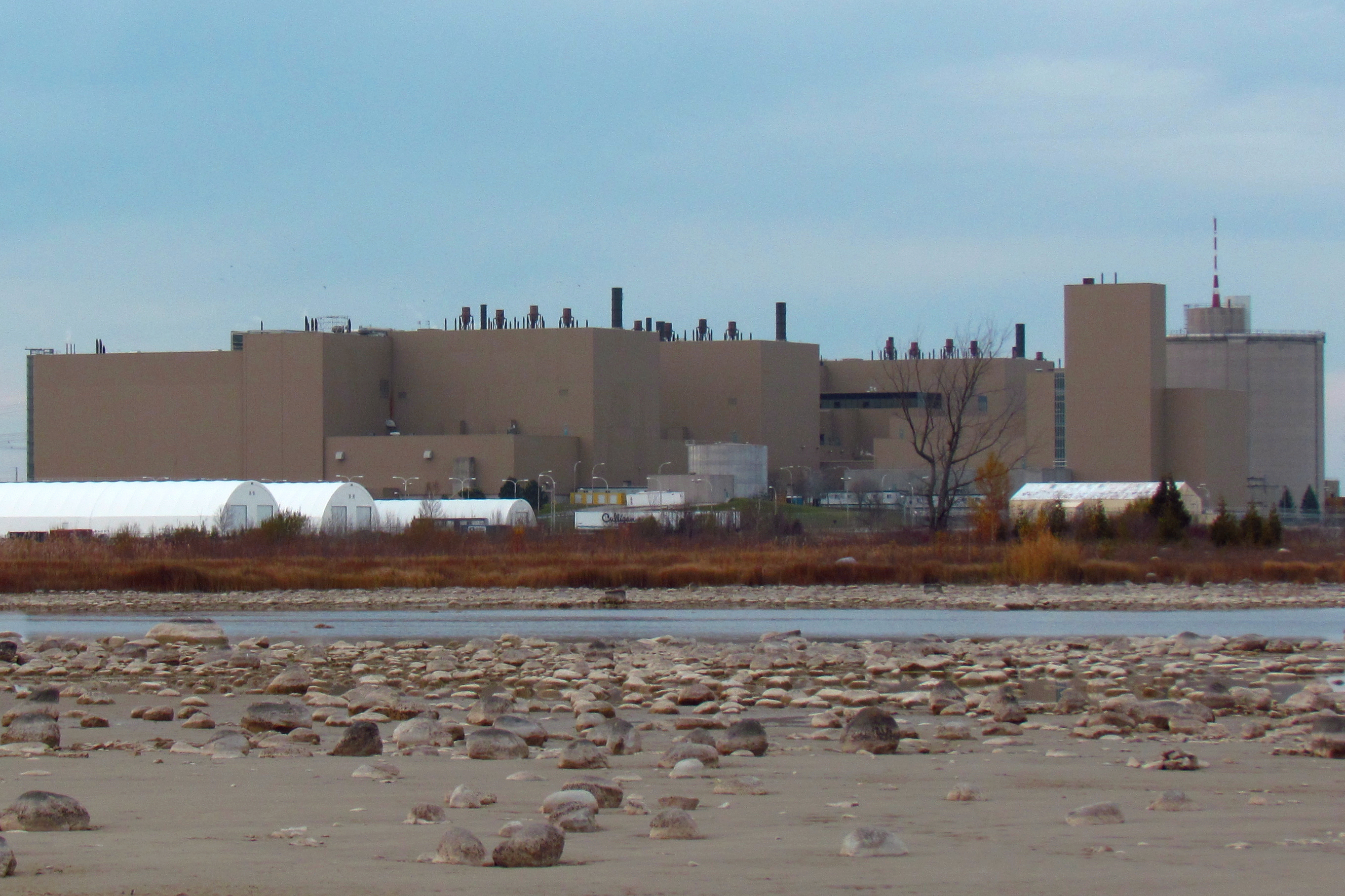
Bruce A, vista da Baie Du Dor

### Bruce A
Construção de Bruce A começou em 1969, tornando-se o sucessor da Usina Nuclear de Pickering A. As unidades de Bruce A originalmente tinham capacidade nominal de 750 MWe líquido e 805 MWe bruto, que foi posteriormente aumentado para 769 MWe líquido e 825 MWe brutos. Em 2017 as unidades de Bruce A foram capazes de produzir até 779 MW líquidos de acordo com o gerador de dados IESO. Cada reator requer 6.240 feixes de combustível com peso de 22,5 kg cada, ou cerca de 140 toneladas de combustível. Há 480 canais de combustível por reator, contendo 13 feixes cada. Existe capacidade de armazenamento para cerca de 23.000 feixes. Cerca de 18 feixes são descarregados por reator por dia.
Os geradores de vapor de Bruce A utilizam um grande cilindro de vapor horizontal compartilhado (com um cilindro de vapor comum aos quatro geradores de vapor), um projeto retirado na maioria das outras usinas atualmente. Questões relacionadas com a AECL pediram suporte no design do tubo de suporte o que causou reparos e atraso de custos, excedendo o valor líquido do construtor Babcock & Wilcox Canada.
Até as suas substituições e remoção em 1998, os reatores de Bruce utilizaram hastes intensificadoras únicas para o controle de reatividade. Hastes intensificadoras continham 93% de urânio-235 e eram inseridas para superar o envenenamento por xenônio. Os reatores nucleares de Bruce B e todos os outros reatores da Ontario Hydro, usam hastes absorventes chamados de "reguladores", que são normalmente inseridos e removidos para superar o envenenamento por xenônio.
Bruce demonstrou um "excelente" histórico operacional inicialmente. Juntamente com Pickering A, as oito unidades alcançaram uma média geral de fator de capacidade de 83% em um período inicial de cinco anos. Em 2001, quando a Bruce Power assumiu a concessão, todas as unidades de Bruce foram passadas para a sua responsabilidade.
Bruce A 1
- Construção de Bruce-1 começou em 1 de junho de 1971.[14]
- Em 17 de dezembro de 1976 alcançou criticidade pela 1º vez.
- A operação comercial começou em 1 de setembro de 1977.
- Em 1981, a Unidade 1 foi classificada como o melhor reator do mundo, com fator de disponibilidade de 97%.
- Em dezembro de 1997, depois de cerca de 20 anos de operação, ficou fora de serviço.
- Em 2005 (depois de 7 anos parado) iniciou-se a sua reforma.
- Em setembro de 2012, retomou a operação.
- Espera-se que seja aposentado em 2043.

Bruce A 2
- A construção foi iniciada em 1 de dezembro de 1970.[15]
- Em 27 de julho de 1976, alcançou o primeiro grau de criticidade.
- A operação comercial começou em 1 de setembro de 1977.
- Em 1982, ele foi temporariamente desligado devido a um vazamento em um tubo de pressão. Em 1986, um canal de combustível falhou enquanto o reator foi desligado; Alguns dos elementos de combustível foram arrastados para o moderador (calandria) e eram difíceis de se remover.[16][17]
- Em 1986, os trabalhadores de manutenção, acidentalmente deixaram uma proteção de chumbo no gerador de vapor. Quando o erro foi descoberto seis anos mais tarde, o chumbo tinha derretido, danificando gravemente a caldeira.[18][19][20]
- Em outubro de 1995, depois de cerca de 18 anos de operação, foi retirado do serviço.
- Em 2005 (após 9 anos parado) sua reforma foi iniciada.
- Em outubro de 2012, ele retomou a operação.
- Espera-se que seja aposentado em 2043.

 Bruce A 3
- A construção começou em 1 de julho de 1972.[21]
- Atingiu criticidade em 28 de novembro de 1978.[21]
- Em 1982 a unidade 3 quebrou um recorde mundial ao ficar 494 dias em operação contínua e por volta de 1984, Bruce A era a usina nuclear multi unidade mais confiável no Mundo.[18]
- O reator foi desativado por 6 anos a partir de abril de 1998, retornando ao serviço em janeiro de 2004 (a unidade tinha 32 anos de idade)[21]
- Planeja-se realizar uma reforma em 2023 (quando a unidade tiver 53 anos).[22][23][24]

 Bruce A 4
- A construção iniciou-se em 1 de setembro de 1972.[25]
- Atingiu criticidade em 10 de dezembro de 1978.
- A operação comercial começou em 18 de janeiro de 1979.
- Em 1990, um erro de software causou erro na máquina de abastecimento, danificando um canal de combustível.[26]
- Em 1993, a potência do reator foi reduzida para 60% até que vários cenários de perda de refrigerante em acidente (LOCA) puderam ser abordados. Posteriormente, as unidades Bruce A voltaram a 89% da potência nominal.
- Em Março de 1998, depois de cerca de 19 anos de operação foi retirado de serviço.
- Em outubro de 2003, depois de 6 anos desativado, ele voltou ao serviço (o reator já tinha 31 anos de idade nessa época).
- Planeja-se realizar uma reforma em 2025 (quando a unidade tiver 53 anos de idade).

### Bruce B
As unidades de Bruce B tem uma capacidade um pouco maior: 817 MW líquidos e 840 MW brutos. o que é atribuído a uma melhor projeto no gerador de vapor, onde tambor de vapor é integral para cada gerador de vapor, em um arranjo em "lâmpada", eliminando o tambor cruzado horizontal.
Em 1990, uma "diminuição" de nove semanas em Bruce B ocorreu pois quando um técnico calibrou incorretamente os monitores de radioatividade. Em 2007, Bruce B 7 foi o reator nuclear com o melhor desempenho em Ontário com 97,2% de performance. e em 2009, Bruce B 5 foi a melhor com 95.4% de performance.
Bruce B 5
- A construção começou em 1 de junho de 1978.[30]
- Em 15 de novembro de 1984 atingiu criticidade.
- A operação comercial teve início em 1 de Março de 1985.
- Originalmente programado para ser desligado em 2016 (unidade teria então  31 anos de idade).
- Possui reforma planejada para começar em 2026 (unidade terá 41 anos de idade).

Bruce B 6
- A construção começou em 1 de janeiro de 1978.[31]
- Em 29 de Maio de 1984 atingiu criticidade.
- A operação comercial começou em 14 de setembro de 1984.
- Originalmente programado para ser desligado em 2018 (unidade teria 34 anos de idade).
- Reforma planejada para 2020 (unidade terá 36 anos de idade).

Bruce B 7
- A construção começou em 1 de Maio de 1979.[32]
- Em 7 de janeiro de 1986 atingiu criticidade.
- A operação comercial começou em 10 de abril de 1986.
- Originalmente programado para ser desligado em 2015 (unidade teria 29 anos de idade).
- Reforma planejada para 2028 (unidade terá 42 anos de idade).

Bruce B 8
- A construção começou em 1 de agosto de 1979.[33]
- Em 15 de fevereiro de 1987 atingiu criticidade.
- A operação comercial começou em 22 de Maio de 1987.
- Originalmente programado para ser desligado em 2019 (unidade teria 32 anos de idade).
- Reforma planejada em 2030 (unidade terá 33 anos de idade).

### Produção elétrica
Até 2017 a usina (com as suas unidades A e B combinadas) produziu as seguintes quantidades de eletricidade anualmente:
- 2001 20,5 terawatts-hora (TWh);
- 2003 24,5 TWh;
- 2004 34 TWh.
- 2007 35,47 TWh
- 2008 35,26 TWh[34]
- 2013 45 TWh,cerca de 30% da produção elétrica em Ontário.[35]
- 2015 47,63 TWh[36]

Depois de concluídas as reformas nas unidades 1 e 2, sendo conectadas a rede de volta em 2012, Bruce tornou-se a maior instalação de geração de energia nuclear operante no mundo por número de reatores operantes e com a maior capacidade instalada, tanto líquida quanto bruta, tendo um total de 8 reatores nucleares CANDU operacionais e uma potência combinada de 6.384 MWe líquida (7,276 MWe bruta), quando todas as unidades estão ativas. (A Usina Nuclear de Kashiwazaki-Kariwa no Japão tinha uma capacidade total instalada e geração de eletricidade maiores, porém está fora de serviço desde 2011.)
Em 2008, a Central de Bruce tinha três linhas de transmissão de circuito duplo de 500 kV para levar a energia aos maiores centros do sul de Ontário, em adição existem três linhas de circuito duplo de 230 kV servindo a área local. Os circuitos estão conectados por meio de dois interruptores de alta voltagem que de propriedade da Hydro One, que também os opera. Em 2006, OPA propôs aumentar a capacidade das linhas de transmissão a um custo entre $200-600 milhões, descrito como o "maior investimento em transmissão elétrica em Ontário nos últimos 20 anos." A linha foi completada em junho de 2012, vários meses antes do cronograma, com mais de 700 torres construídas para a linha de 180 km até Milton. O projeto foi classificado na 45° posição pela lista anual da Renew Canadá.
Em 2010, pagou-se $60 milhões a Bruce Power por energia contratada, mas não usada.

### Custos de construção
Bruce foi projetado para custar $0,9 bilhão (1969), mas na verdade, o custo foi de $1,8 bilhão (1978), 100% acima do valor planejado. Bruce B foi projetado para custar $3,9 bilhões (1976), contudo custou $6 bilhões (1989) em "dólares do ano", valor 50% acima do estimado. Estes números são melhores do que os da Usina de Pickering B ou Darlington (com custo 350% acima do estimado, não contabilizando a inflação).

### Apagão de 2003
Durante o Apagão do Nordeste dos EUA e Canadá de 2003, três unidades em Bruce B continuaram ligadas com 60% da potência do reator e 0% da energia elétrica gerada sendo repassada para a rede elétrica. Eles foram capazes de fazer isso por horas porque tinham sistemas projetados para desligar a saída de vapor do reator com os geradores elétricos. As três unidades foram reconectadas à rede após 5 horas. Bruce A e B foram projetadas para operar indefinidamente enquanto estivessem desconectadas da rede.
"Ao contrário da crença popular, os geradores elétricos de usinas nucleares podem seguir as exigências de carga da rede elétrica se forem fornecidos sistemas de engenharia específicos para permitir que este modo de operação seja incluída no projeto da usina."